# Classe Matka
La  Classe Matka (classification OTAN) est une classe de navire d'attaque rapide/patrouilleur lance-missiles à hydroglisseur construite pour la marine soviétique (Flotte de la Baltique et Flotte de la mer Noire). La désignation soviétique est Project 206MR Vikhr. À la suite du traité de partage de la flotte de la mer Noire de 1997, tous les bâtiments de la classe Matka de la flotte de la mer Noire ont été transférés à la marine ukrainienne.

## Conception
Ces bateaux sont les descendants du bateau lance-missiles de classe Osa et sont une version fortement modifiée du torpilleur de classe Turya. Les lanceurs SS-N-2 sont du même type que ceux transportés sur les destroyers de classe Kachine (Project 61MR). Des treize navires prévus, un a été annulé et un autre a commencé mais n'a jamais été achevé. Tous ont été construits à Leningrad.
Après l'éclatement de l'URSS, la Russie en a distribué plusieurs et cinq sont allés en Ukraine, dont l'un a été transféré plus tard en Géorgie après une rénovation complète.

## Navires
Un total de 12 bâtiments ont été construits pour la marine soviétique. Une version canonnière sans hydrofoils a été proposée à l'exportation.
- Marine ukrainienne : Prylouky (P153)
- Marine géorgienne : Tbilissi (თბილისი) transféré d'Ukraine, coulé par les troupes aéroportées russes dans le port de Poti pendant la Deuxième guerre d'Ossétie du Sud en 2008.